# 小行星11577
小行星11577（11577 Einasto）是一颗绕太阳运转的小行星，为主小行星带小行星。该小行星于1994年2月发现。

## 轨道参数
小行星11577的轨道半长轴为366 937 399 km（2.4527901 UA），离心率为0.143。